# Tobias pustulosus
Tobias pustulosus är en spindelart som beskrevs av Cândido Firmino de Mello-Leitão 1929. 
Tobias pustulosus ingår i släktet Tobias och familjen krabbspindlar. Inga underarter finns listade i Catalogue of Life.